# Orkneyinga saga

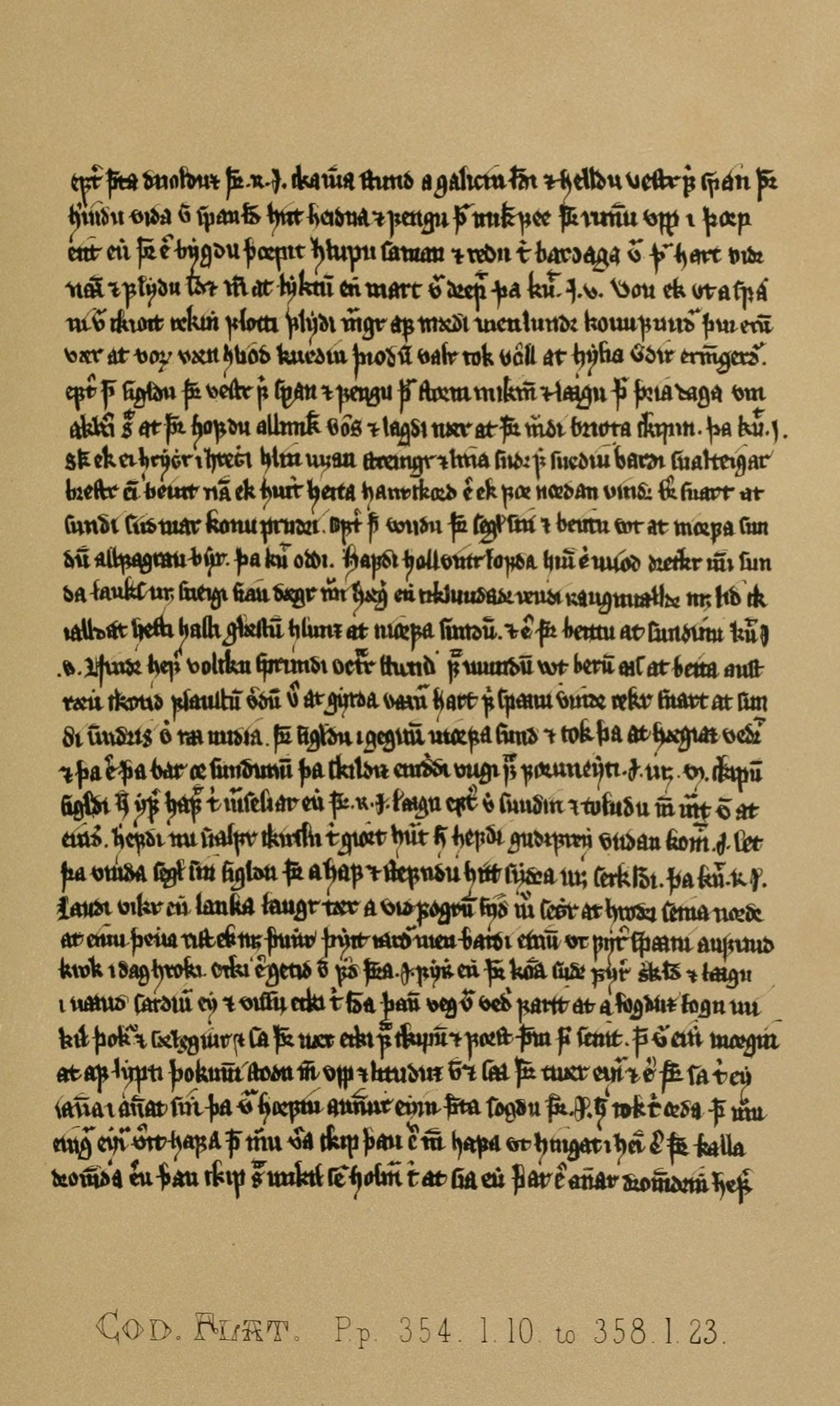
Un exemple de page extrait de la ‘’Saga des Orcadiens’’, tiré du flateyjarbók.

La Orkneyinga saga (Saga des Orcadiens, appelée aussi Histoire des comtes des Orcades) est un récit historique sur les Orcades, depuis leur conquête par le roi de Norvège au IXe siècle jusqu’aux années 1200 environ. La saga n’a « pas son pareil dans l’histoire sociale et littéraire de l’Écosse ».

## Résumé
La saga fut écrite vers 1230 (trois siècles après certains faits rapportés) par un auteur islandais inconnu et, comme c’était généralement le cas pour l’islandais écrit de cette période, la saga est autant un récit de fiction qu’un document historique. On pense qu’elle a été compilée à partir d’un certain nombre de sources, mélangeant légendes orales et faits historiques afin de conter la vie des comtes des Orcades et comment ils prirent possession de leurs comtés.
Après trois chapitres ayant trait à l’ascendance mythique de ceux qui allaient devenir comtes, le récit d’aventure de la saga débute avec l’histoire semi-mythique de la conquête des Orcades par Harald Ier de Norvège, puis traite ensuite d’aspects plus factuels.
Les trois premiers chapitres couvrent un texte fournissant les origines supposées des mots suédois et norvégien (Janvier/Février) "torsmånad" d’après Thorri et (Février/Mars) "göjemånad" d’après Gói. En islandais moderne, Gói est appelé Góa et est aussi utilisé en tant que patronyme féminin. Les deux premiers chapitres donnent également une explication particulière à pourquoi la Norvège fut nommée comme telle, faisant appel aux fils de Thorri Nór et Gór et à leur division des terres.
Tout au long de l’histoire, un certain nombre de personnages à la fois historiques et légendaires apparaissent : Sigurd Eysteinsson, Haakon Paulsson, Sigurd Hlodvirsson, Ragnvald Eysteinsson, Magnus Erlendsson qui deviendra un saint, Rognvald Kali Kolsson et Harald Maddadsson. Un ou deux de ces personnages font toujours partie aujourd’hui du folklore orcadien. Il y a des exemples d’éléments évidemment fictionnels, comme la bannière au corbeau du comte Sigurd, la chemise empoisonnée du comte Harald, et les éléments de la saga de Rollon. La saga montre comment quelqu’un pouvait devenir comte dans les Orcades médiévales, et les problèmes qui s’ensuivaient si plusieurs personnes se partageaient le comté (voir les chapitres 12-19 : les fils de Sigurd Hlodvisson)

## Les fils de Sigurd Hlodvisson
Le comte Sigurd Hlodvisson (aussi connu sous le nom de Sigurd le Gros) a quatre fils : Sumarlidi Sigurdsson, Brusi Sigurdsson, Einar Sigurdsson et Thorfinn Sigurdsson (le plus jeune, né d’une union avec la fille de Malcolm II d'Écosse). Quand Sigurd est tué, le comté est divisé entre Sumarlidi, Brusi, et Einar (Thorfinn n’avait que cinq ans à l’époque). Peu après, Sumarlidi meurt et sa part est donnée à Thorfinn.
Einar est un comte sans pitié, et lève des impôts élevés qui grévent les fermiers. Le fils d’un fermier, Thorkel, implore le comte Einar de baisser les impôts, en vain. Effrayé par l’idée que ses demandes ne fassent qu’aggraver les choses, Thorkel s’enfuit à Caithness et élève Thorfinn pendant quelque temps. Quand Thornfinn devient suffisamment âgé pour pouvoir réclamer sa part des terres, il envoie Thorkel récolter des tributs sur les îles. Cependant, Einar fait porter à Thorkel la responsabilité de la révolte des fermiers et essaie de le tuer.
Thorfinn et Thorkel mettent les voiles pour la Norvège afin de rendre visite au roi Olaf et gagner son amitié. À leur retour, le comte Brusi tente de réconcilier Thorkel et Einar en leur faisant donner des banquets en l’honneur de l’un et l’autre. Lors du premier banquet, Thorkel apprend qu’Einar a planifié une embuscade. En guise de réponse à cette nouvelle, Thorkel tue Einar et s’enfuit à la cour du roi Olaf, ce dernier se réjouissant à l’annonce de la mort d'Einar.
Après qu’Einar est tué, Brusi prend possession de ses terres ; il contrôle maintenant les deux-tiers du comté. Thorfinn demande à partager les îles avec Brusi afin qu’ils en contrôlent chacun la moitié, mais Brusi refuse. Sachant que Thorfinn a plus de pouvoir et qu’il peut le renverser plus facilement, Brusi rend visite au roi Olaf afin qu’il l’aide à maintenir le contrôle de ses terres. Le roi remarque que les îles sont à l'origine un fief qui lui appartient, mais il laisse Brusi contrôler sa partie des terres du moment qu’il le sert. Dans les faits, Brusi vient de livrer son comté à Olaf.
Quand Thorfinn apprend que Brusi a fait appel au roi Olaf, il décide d’en faire autant. Olaf obtient également de Thorfinn qu’il lui cède ses terres. Olaf proclame alors que Brusi et Thornfinn auront chacun un tiers des îles, et que la part d’Einar restera en sa possession.

## Le pèlerinage du comte Rognvald
Au chapitre 85 de la saga, alors qu’il est en train de passer l’été avec le roi Inge Ier de Norvège, le comte Rognvald est convaincu par Eindridi le Jeune, qui revient alors de Constantinople où il a été mercenaire, de se rendre en Terre sainte. D’autres propriétaires terriens encouragent aussi le comte à faire ce pèlerinage et acceptent de l’accompagner. Les préparatifs débutent alors. Il est décidé que Rognvald aura le bateau le plus richement décoré. Rognvald passe deux ans sur les Orcades (après s’être arrêté aux Shetland pour quelque temps) pendant que les préparatifs suivent leur cours.
Rongvald retourne en Norvège pour voir comment les propriétaires terriens se sont préparés. Il fait aussi l’acquisition d’un bateau finement décoré qui a été construit pour lui. Eindridi retarde le départ de Norvège. Quand la flotte quitte finalement la Norvège, Rongvald découvre qu’Eindridi s'est fait lui aussi construire un bateau richement décoré, ce qui est contraire à la promesse qu’il a faite. Ce vaisseau est détruit quand il atteint les Shetland. L’expédition passe l’hiver aux Orcades, et il y a beaucoup d’agitation entre les Norvégiens et les Orcadiens à propos du commerce et des femmes. Le comte Rognvald paye de sa poche les dégâts causés par ces incidents.
En été (chapitre 86), l’équipage quitte les Orcades pour la France et le port de Narbonne. La reine de Narbonne, invite Rognvald à un banquet. Ils tombent amoureux, et le comte est encouragé à s’établir à Narbonne et à se marier avec Ermengarde. Rognvald décline cette offre afin de poursuivre son pèlerinage mais promet de retourner à Narbonne sur le chemin du retour.
L’expédition avance jusqu’en Galice, où les autochtones sont opprimés par un chef étranger nommé Godfrey. Les hommes se résolvent à attaquer le château du chef en allumant de grands feux au pieds de ses murailles afin d’en endommager le mortier pour les détruire. Ils réussissent, mais Eindridi passe un accord avec Godfrey et le laisse s’échapper (chapitre 87).
Ils continuent vers Gibraltar, Rognvald pensant souvent à Ermengarde. Ils tombent sur un dromon aussi gros qu’une petite île. Au chapitre 88, ils attaquent le dromon, et s’infiltrent dans le navire par un trou dans la coque. Ils tuent tout l’équipage, sauf un homme de grande taille considéré par les pèlerins comme le capitaine. Ils tentent de vendre l’homme en esclavage aux Sarrasins. Comme personne n’en veut, Rognvald lui rend sa liberté.
L’expédition continue jusqu’en Crète, puis jusqu’à Acre où beaucoup de pèlerins meurent des suites d’une maladie, puis jusqu’à Jérusalem où le reste des hommes visitent les lieux sacrés de la Terre Sainte. Ils commencent ensuite le trajet du retour et se retrouvent à Imbros, puis Constantinople où ils sont reçus par l’empereur (chapitre 89). Après Constantinople, ils mettent les voiles vers Durrës en actuelle Albanie et ensuite les Pouilles. Ils débarquent, trouvent des chevaux, et galopent vers Rome puis vers le Danemark. À partir de là, ils s’embarquent en bateau pour la Norvège. Une fois là-bas, le comte rejoint les Orcades à bord d’un vaisseau marchand (chapitre 90). En cours de route, Eindridi a quitté le groupe et est retourné en Norvège plusieurs années après Rognvald (chapitre 89).